# Hylasia clio
Hylasia clio là một loài bướm đêm trong họ Geometridae.